# Чаваррия, Херман
Херма́н Хосе́ Чаввари́я Химе́нес (исп. Germán José Chavarría Jiménez; род. 19 марта 1959, Тибас, провинция Сан-Хосе, Коста-Рика) — коста-риканский футболист.

## Карьера
Всю свою футбольную карьеру Херман Чаввария провел в клубе «Эредиано», за который он сыграл 17 лет и провел в чемпионатах страны почти 500 игр.
Херман Чаввария долгое время входил в состав сборной Коста-Рики. В её составе полузащитник участвовал на Летних Олимпийских играх 1984 года и на дебютном для «тикос» Чемпионате мира по футболу 1990 года, на котором Коста-Рика дошла до 1/8 финала. В сборной Чаввария был одним из лидеров команды.
Последние годы футболист был играющим тренером в «Эредиано». Некоторое время Чаввария работал с коста-риканскими клубами низших дивизионов. С 2014 года он входит в тренерский штаб «Эредиано».